# Adam4Adam
Adam4Adam es un sitio web de citas en línea diseñado para hombres que deseen conocer a otros hombres «en busca de amistad, romance o una buena aventura».

## Popularidad
En septiembre de 2005, San Jose Mercury News lo clasificó como el segundo sitio de contactos homosexuales en línea más popular en los Estados Unidos, siendo superado solo por Gay.com. En marzo de 2007, Hitwise lo clasificó en el puesto número uno (las posiciones número dos y tres fueron ocupadas por Manhunt y Gay.com).

## Características
Adam4Adam fue lanzado en 2003 por una empresa llamada Convergent Ideas, LLC y ahora es operado por A4A Network Inc. Los miembros de Adam4Adam se encuentran en su mayoría en los Estados Unidos.
A diferencia de competidores similares, Adam4Adam no cobra a los miembros por utilizar su gama completa de servicios. En cambio, Adam4Adam recibe ingresos a través de la publicidad del sitio, particularmente de sitios web pornográficos de pago por visión y de compañías que ofrecen medicamentos para mejorar la erección como sildenafilo, vardenafilo, tadalafilo y sus equivalentes genéricos a través de ventas por correspondencia.
El sitio ofrece una función «plan de viaje» para localizar posibles amigos o ligues hacia dónde se dirige. También tiene una forma específica de publicar invitaciones a fiestas.
Si bien Adam4Adam tiene miembros de todos los grupos étnicos, el porcentaje de hombres no blancos representados en los perfiles de los miembros es mayor que el porcentaje de personas no blancas en la población de Estados Unidos, aunque el grado en que esto es cierto varía según la región. Por ejemplo, investigaciones sobre la representación demográfica en los perfiles de Atlanta, San Francisco, y Nueva York muestran una tendencia de mayor representación de hombres de otras razas entre los grupos de edades más jóvenes, con una disminución de la diversidad en los perfiles a medida que aumenta la edad.
A diferencia de Manhunt y algunos otros sitios, Adam4Adam no prohíbe los anuncios de acompañantes; sin embargo, dichos anuncios se colocan en una categoría separada de los anuncios personales principales. Como ocurre con la mayoría de los sitios de este tipo, los miembros pueden publicar fotos desnudos y muchos optan por hacerlo.
Adam4Adam proporciona una página de «Recursos de salud», así como una página dedicada a «Consejos de seguridad en línea». El sitio alienta a las organizaciones de salud a crear cuentas de «Consejeros de la salud». Todas estas medidas tienen el fin de fomentar buenas prácticas de salud como el sexo seguro, la realización de pruebas de detección de infecciones de transmisión sexual y evitar el sexdopaje por posible adicción a la metanfetamina.
El sitio también mantiene un blog interactivo. Las publicaciones están organizadas en varias categorías, que van desde sexo hasta estilos de vida y noticias.

## Crímenes
En octubre de 2006, los medios del área de Nueva York, incluidos The New York Times y WCBS-TV, informaron que Adam4Adam era el foco de una conspiración para encontrar hombres homosexuales en línea para robarles. Varios hombres de Nueva York utilizaron el sitio para atraer a un hombre de Brooklyn a una zona remota donde fue asaltado y asesinado. Los hombres fueron encontrados cuando se identificó a uno de ellos a través de su nombre de usuario.
Muchas fuentes de noticias informaron sobre sucesos similares en el área metropolitana de Washington. Al discutir el caso de un autor de múltiples robos en esa región, un oficial de policía de Washington, D. C. de la Unidad de Enlace para Gais y Lesbianas de esa fuerza policial dijo: «Definitivamente hemos visto un aumento en los delitos relacionados con citas en línea en los últimos cinco años» y agregó que las víctimas de dichos crímenes son «abrumadoramente hombres que buscan sexo».
El mismo policía también señaló que estos delincuentes suelen tener conocimientos tecnológicos y crean perfiles utilizando información falsa y fotografías de otras personas desde cibercafés o bibliotecas públicas, lo que dificulta su seguimiento.
Una investigación de asesinato de alto perfil en abril de 2010 en el área de Washington, D. C., reveló que la víctima, el director de una escuela secundaria, conoció a sus agresores a través de este sitio.

Al informar sobre el asesinato de un hombre de 39 años de San Diego a manos de un marine estadounidense de 19 años, un editorial del Gay and Lesbian Times decía que la víctima: 
Era un ávido usuario de adam4adam. com, un popular sitio web para chatear y tener aventuras gay. Nuestros instintos nos dicen que la víctima pudo haber conocido a su asesino en línea y lo invitó a pasar a su apartamento en Little Italy, donde finalmente fue asesinado.

## Revelaciones forzadas
Adam4Adam también se ha utilizado para sacar del armario a personas que hubieran preferido mantener su orientación sexual en secreto.
La Red de Defensa Legal de Miembros del Servicio advirtió al personal de las Fuerzas Armadas de los Estados Unidos en 2004 que los perfiles en línea en sitios como Adam4Adam constituían una violación de la política conocida como Don't Ask, Don't Tell (DADT), y que en algunos casos los perfiles en línea se estaban utilizando como prueba para delatar a los miembros del servicio ante el comando militar.

Según el Gay and Lesbian Times: 
En muchos casos se trata de un examante despechado, un compañero de cuarto o un amigo que está molesto por algo y que sabe que el miembro del servicio tiene el anuncio o el perfil en línea, y luego imprime ese perfil y se lo entrega al comando.
Adam4Adam también ha sido mencionado por fuentes como el New York Daily News en referencia a la revelación de la orientación de un concursante de American Idol que anteriormente había dicho que era heterosexual.
New York Daily News también informó que el perfil de citas Adam4Adam del artista Ross Bleckner fue impreso en el Coagula Art Journal. En el artículo del Coagula Art Journal, se cuestionó la «edad, la cintura de 33 pulgadas y la foto juvenil» de Bleckner, pero la revista finalmente termina aceptándolo como cierto ya que «en general (para las personas de Internet), es un tipo bastante honesto y soso. Al igual que su arte». Bleckner se rio del incidente y dijo: «¡Para ellos, eso es un gran elogio!».

## Citas
Si bien Adam4Adam y otros sitios de redes sociales a menudo son categorizados como sitios de sexo, hay pruebas de lo contrario. Por ejemplo, el Washington Blade publicó un artículo sobre la evolución de las citas en línea en el que se informaba que:
Un número cada vez mayor de jóvenes homosexuales y lesbianas han dado sus primeros pasos en la «comunidad gay» a través de la puerta de una sala de chat en línea. Los sitios de redes sociales para hombres homosexuales como Manhunt, Adam4Adam y el recientemente lanzado DList, para «hombres homosexuales atrevidos», ofrecen la misma facilidad para encontrar una cita para tomar un café como para participar en un gang bang.

## Regulación
Adam4Adam utiliza la nueva etiqueta «Restringido a adultos» (RTA) en las metaetiquetas de sus páginas. Dicha etiqueta es de uso voluntario y libre; está disponible universalmente para cualquier sitio web que desee etiquetarse clara y efectivamente como inapropiado para que lo vean menores. La Coalición por la Libertad de Expresión respaldó recientemente la etiqueta RTA del sitio.

Maryclaire Dale, redactora de Associated Press, escribe: 
Un juez federal bloquea la ley de pornografía en línea de 1998.
Los filtros de software funcionan mucho mejor que una ley federal de 1998 diseñada para mantener la pornografía alejada del alcance de los niños en Internet, dictaminó el jueves un juez federal al anular la medida por motivos de libertad de expresión.
El juez federal de distrito Lowell Reed Jr. también dijo que la Ley de Protección Infantil En Línea no aborda las amenazas que han surgido desde que se redactó la ley, incluidos los depredadores en línea en sitios de redes sociales como MySpace, porque sólo está enfocada a editores comerciales de la red.
«Incluso el propio estudio del acusado muestra que todos los filtros (de software) excepto los de peor rendimiento son mucho más efectivos que lo que sería COPA para proteger a los niños de material sexualmente explícito en la red», dijo Reed, quien presidió un juicio de un mes de duración en otoño.
La ley, que nunca se aplicó, fue el segundo intento del Congreso de proteger a los niños de la pornografía en línea. La Corte Suprema de Estados Unidos confirmó en 2004 una orden temporal que impedía que la ley entrara en vigor; Reed emitió el jueves una orden judicial permanente.
La ley habría penalizado los sitios web que permiten a los niños acceder a material considerado «dañino para menores» según los «estándares comunitarios contemporáneos». Se esperaba que los sitios exigieran un número de tarjeta de crédito u otra prueba de la mayoría de edad.

Gay & Lesbian News informa que Adam4Adam y sitios similares pronto podrían quedar sujetos a una interpretación ampliada de 18 U. S. C. 2257, la Ley de Protección Infantil y Aplicación de la Obscenidad y escribió: 
Cualquier persona con una imagen sexualmente explícita en un sitio como Adam4Adam.com podría ser considerado un productor secundario si las nuevas regulaciones entran en vigencia, y estaría sujeto al mismo tipo de requisitos que los sitios web para adultos.
Si se aplican con éxito, estas regulaciones significarían que Adam4Adam y compañías similares tendrían que mantener registros que demuestren que las personas que aparecen en fotografías o videos son mayores de 18 años. También tendrían que «categorizar esos documentos de manera meticulosa», y el incumplimiento daría lugar a posibles cargos por delitos graves y penas de prisión.

Un abogado de la Coalición por la Libertad de Expresión señaló: 
Es sólo una serie de minas diseñadas para atrapar a los incautos [...] si uno lo archiva mal, si lo coloca en [el] orden alfabético incorrecto [...] se enfrenta a un proceso federal por un primer delito con un máximo de cinco años, [y] un delito secundario [con] un mínimo de dos años. Es simplemente una locura.
Además, no sólo la empresa sino los miembros del sitio web podrían ser responsables bajo estas mismas regulaciones. El mismo abogado comentó que si tuviera un perfil en Adam4Adam esto significaría que: 
Tendría que tener una fotocopia de mi propia identificación y una lista en mi casa preparada para la inspección federal, un papel con mi nombre legal o cualquier nombre que haya usado bajo cualquier circunstancia [...] la forma de identificación que proporcioné a mí mismo, el número de serie de esa identificación y [tendría que tenerla] firmada bajo pena de perjurio. Si no tengo ese documento o una foto de mi identificación disponible 20 horas a la semana para la inspección federal, habría cometido un delito grave.

## Usuarios fallecidos
Un artículo en The New York Sun titulado «Un sitio web morboso recrea los perfiles en línea dejados atrás por los muertos» analiza un sitio que destaca los perfiles de los usuarios en varios sitios web de redes sociales. Adam4Adam se menciona varias veces y se observa que el perfil de Willi Ninja permaneció publicado en Adam4Adam meses después de que su muerte en septiembre de 2006 recibiera amplia atención de la prensa. En este artículo, se cita a un portavoz de Adam4Adam diciendo: «Los desactivamos tan pronto como nos notifican».